# Château Magdelaine
Das Château Magdelaine  war ein französisches Weingut im Anbaugebiet Saint-Émilion (AOC). Es war ein Weingut aus der Appellation Saint Émilion mit der zweithöchsten Premier Grand Cru Classé B-Klassifikation (siehe auch den Artikel Bordeauxwein (Klassifikation)). Seit dem Jahr 2012 gibt es keine Weine mehr unter diesem Namen, da die Châteaux Magdelaine und Bélair fusioniert wurden und unter der Marke Château Bélair-Monange vermarktet werden.
Die Weinberge von Magdelaine liegen auf dem Kalksteinplateau von Saint-Émilion.
Das Weingut verfügt über eine Rebfläche von 11 Hektar; das Durchschnittsalter der Rebstöcke liegt bei 35 Jahren. Die Bepflanzungsdichte beträgt 6.000 Rebstöcke pro Hektar. Die aktuelle Bepflanzung liegt bei 90 % Merlot und 10 % Cabernet Franc. Die jährliche Ausbringung liegt normalerweise bei ca. 35.000 Flaschen. Der Zweitwein des Guts heißt Les Sanges de Magdelaine (früher Château Saint Brice).
Das Gut steht seit 1952 im Eigentum von Jean-Pierre Moueix, dem neben einigen anderen Weingütern auch das berühmte Château Pétrus nebenan in Pomerol gehört.
Aufgrund seines außergewöhnlich hohen Merlot-Anteils ist der Wein von Magdelaine markant: „füllig, aufgeschlossen und weich“ sind die Attribute von Experten – jedoch erst nach der Reifung über mindestens fünf, eher sieben Jahre, denn der Rotwein ist durch eine kleine, gezielte Beigabe von Stielen in die Maischung recht tanninstark.